# Terminous (Kalifornija)
Terminous je naseljeno područje za statističke svrhe u američkoj saveznoj državi Kalifornija. Prema popisu stanovništva iz 2010. u njemu je živjelo 381 stanovnika.